# Скелюватка
Скелюва́тка — село в Україні, у Божедарівській селищній громаді Кам'янського району Дніпропетровської області.
Орган місцевого самоврядування — Божедарівська селищна рада. Населення — 173 мешканця.

## Географія
Село Скелюватка знаходиться на лівому березі річки Рекалова, вище за течією на відстані 4 км розташоване село Покровка, нижче за течією на відстані 0,5 км розташоване село Потоки. По селу протікає пересихаючий струмок з загатою.

## Населення

### Мова
Розподіл населення за рідною мовою за даними перепису 2001 року:
| Мова       | Відсоток |
| ---------- | -------- |
| українська | 94,8 %   |
| російська  | 5,2 %    |